# M5 motorway

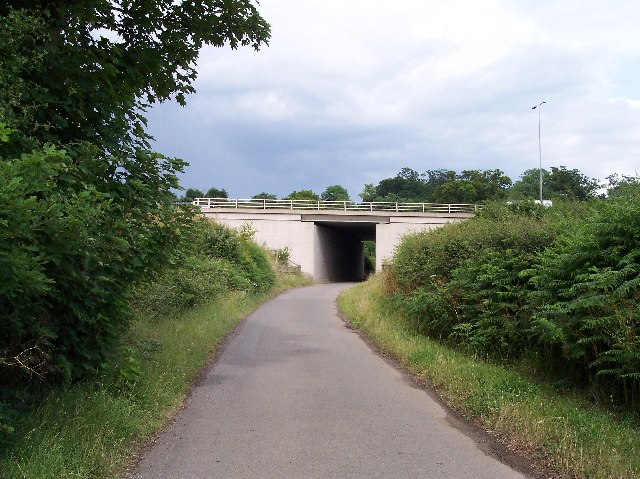
Die M5 auf dem Niveau einer römischen Straße. Brücke über die Straße nach Kempsey Common (dt. Allmende).

Der M5 motorway (englisch für ‚Autobahn M5‘) ist eine Autobahn in England. Sie verläuft von der M6 bei Great Barr am Rande von Birmingham nach Exeter in der Grafschaft Devon und ersetzt weitgehend die A-Straße A38. Am Autobahnende bei Exeter teilt sich die Autobahn in A30 nach Okehampton und Cornwall und A38 nach Plymouth und Torquay. Die M5 ist die Hauptverkehrsachse in Englands Südwesten und ist deshalb vor allem im Sommer sehr belastet.

## Geschichte
Das erste Teilstück wurde am 20. Juli 1962 eröffnet und befindet sich zwischen den Anschlussstellen 4 (Lydiate Ash, südwestlich von Birmingham) und 8, wo die Autobahn an die bereits fertige Motorway M50 auf einem Trompeten-Dreieck anschloss. Dieser Abschnitt entstand als erster Teil der ursprünglichen Autobahn von Birmingham nach Bristol. Drei Jahre später wurde es bis zur Anschlussstelle 3 verlängert. 1970 baute man den Abschnitt bis zum Knoten mit der M6, wobei die Autobahn größtenteils auf Hochstraßen verläuft. 1971 erreichte man letztendlich den Knoten mit der M4 (Almondsbury Interchange, ein Malteserkreuz, nordwestlich von Bristol), wo die kurze Strecke vom M4-Knoten bis Avonmouth (AS 15 bis 18) schon 1969 dem Verkehr freigegeben wurde.
1970 entstand die erste Strecke südlich des Flusses Avon im Gordano-Tal (zwischen den AS 19 und 20), wo die Fahrbahnen auf unterschiedlichen Höhen verlaufen. Bis 1973 entstanden die Strecken bis südlich von Bridgwater, die aber erst 1974 durch die Avonmouth Bridge mit dem Rest der Autobahn verbunden wurden. Der Bau setzte weiter mit weiteren Serien der Ortsumgehungen fort, bis der letzte Teil bei Exeter (einschließlich der Brücke über die Exe) 1977 dem Verkehr freigegeben wurde. Ein kurzes, bereits im Jahre 1969 eröffnetes Teilstück der A38 um Cullompton wurde 1975 zur M5 umgewandelt.
In den 1980er und Anfang der 1990er Jahre musste der Originalabschnitt zwischen den AS 3 und 8 auf Grund hoher Verkehrsdichte von vier auf sechs Fahrspuren in einer Parallelerweiterung kostspielig erweitert werden; nördlich und südlich war die Autobahn schon sechsstreifig.  Dabei wurde das Trompeten-Dreieck bei Strensham in einen Kreisverkehr-Knoten umgewandelt. In diesem Prozess entstand neben der existierenden Autobahn eine neue Fahrbahn; nach deren Fertigstellung wurde eine Fahrtrichtung dort verlegt. Danach wurde die alte Fahrbahn erweitert und nach dem Bauabschluss für die andere Fahrtrichtung freigegeben. Teile der „dritten“, nun unbenutzten Fahrbahn wurden abgebaut und der Streifen wieder gegrünt und gepflanzt. Alles dies geschah ohne erheblicher Einschränkung des Verkehrs, wobei allerdings viele Überführungen abgerissen werden mussten. Einige andere bleiben aber bis heute unberührt, ohne Standstreifen unter der Überführung.

### Massenkarambolage bei Taunton 2011
Am 4. November 2011 ereignete sich auf der M5 bei Taunton nördlich der Anschlussstelle 25 gegen 20:30 Uhr ein massiver Auffahrunfall, wobei insgesamt 34 Fahrzeuge, davon auch einige LKWs verwickelt wurden. In der Folge des Aufpralls entstand laut Augenzeugen ein großer Feuerball, der einige Fahrzeuge verbrannte. Nach Angaben der Polizei waren sieben Tote und 51 Verletzte zu verzeichnen. Die Ursache gilt bisher als unklar: nach verschiedenen Angaben kann es sich um dichten Nebel, Nieseln und folglich unangepasste Fahrweise oder aber auch Rauch aus einer Feuerwerk-Veranstaltung eines lokalen Rugby-Clubs, der die Sicht auf wenige Meter verringerte, handeln. Ein 60 Meter langes, durch den Brand beschädigtes Fahrbahnstück musste notinstandgesetzt werden, bevor die Autobahn am Abend des 6. November in beiden Richtungen wiedereröffnet werden konnte.